# Sarcophaga rhynchura
Sarcophaga rhynchura är en tvåvingeart som beskrevs av Mario Bezzi 1927. Sarcophaga rhynchura ingår i släktet Sarcophaga och familjen köttflugor.
Artens utbredningsområde är Samoa. Inga underarter finns listade i Catalogue of Life.